# Craiova–Zsilvásárhely-autóút
A Craiova–Zsilvásárhely-autóút egy tervezett gyorsforgalmi út Romániában, Craiova–Filiași–Zsilvásárhely nyomvonalon. 

## Története

### Craiova–Filiași
A szakasz autópályaként épül majd a tervek szerint, hossza 51,4 km lesz. A román közlekedési minisztérium 2024. májusi bejelentése szerint hamarosan elindítják a tervezésre és kivitelezésre vonatkozó közbeszerzést, melyre a szerződéskötést és munkakezdési elrendelést követően 30 hónap áll majd rendelkezésre.

### Filiași–Zsilvásárhely
Az 58,6 km hosszú szakasz autóútként épül majd meg a tervek szerint.